# Veruno
Veruno (piemontesisch Vrun oder Verun, lombardisch Vrün) ist eine Fraktion der italienischen Gemeinde (comune) Gattico-Veruno in der Provinz Novara, Region Piemont.

## Geographie
Die Ortschaft liegt im Alpenvorland etwa 27 km Luftlinie von Novara entfernt zwischen den beiden Seen Lago Maggiore im Nordosten und Lago d’Orta im Nordwesten.

## Geschichte
Veruno war bis 2018 eine eigenständige Gemeinde und schloss sich am 1. Januar mit Gattico zur Gemeinde Gattico-Veruno zusammen. Zuvor hatten sich die Wahlberechtigten der beiden Gemeinden in einem Referendum im November 2018 gegen einen Zusammenschluss ausgesprochen. Die Regionalverwaltung setzte sich über das nicht bindende Abstimmungsergebnis hinweg und begründete dies mit der geringen Wahlbeteiligung von 36 %, die als nicht repräsentativ angesehen wurde. Das ehemalige Gemeindegebiet umfasste eine Fläche von 10 km². Zur Gemeinde Veruno gehörte auch die Fraktion Revislate. Sie hatte zuletzt 1876 Einwohner. Nachbargemeinden waren Agrate Conturbia, Bogogno, Borgo Ticino, Borgomanero, Comignago und Gattico.